# Un litro di lacrime
Un litro di lacrime (1リットルの涙?, Ichi rittoru no namida), noto anche come A Diary with Tears o A Diary of Tears, è un diario di memorie scritto da Aya Kitō e pubblicato in seguito alla sua morte in 270 pagine; segue un volume di poesie uscito due anni prima.
Il diario racconta in prima persona una storia vera basata sulla stessa vita dell'autrice. Narra di una ragazza che scopre di avere l'atassia spinocerebellare e vive tutto il periodo della sua adolescenza con questa malattia degenerativa che colpisce l'apparato nervoso centrale impedendo via via tutti i movimenti autonomi del corpo.
In Giappone l'opera ha avuto un enorme successo editoriale, arrivando a vendere fino a 18 milioni di copie. Ne è stato tratto un dorama in 11 puntate andato in onda nel 2005, un film e uno special TV.

## Trama
(Aya Kitō)
La storia narra della quindicenne Aya, la quale, una volta entrata nella scuola superiore, scopre di avere una malattia chiamata atassia spinocerebellare, ed alla quale non è ancora stata trovata una cura: perciò nello stesso libro verranno minuziosamente descritti i cambiamenti che avvengono col tempo nel suo corpo.
Un poco alla volta Aya perde l'equilibrio, inizia a mancarle la capacità di commisurare le distanze, la possibilità di camminare autonomamente senza aiuto esterno; fino a giungere al punto di non riuscire più a scrivere, parlare e muoversi. Tutto ciò è scritto e raccontato con particolare enfasi, attraverso la stessa voce della protagonista, la quale porta i lettori a provare empatia ed immedesimarsi con i sentimenti e le vicende dell'autrice.

## Opere derivate
Un dorama di 11 puntate è stato mandato in onda in Giappone dall'11 ottobre al 20 dicembre del 2005, trasmesso dalla Fuji TV; contemporaneamente al quale è stata prodotta una pellicola cinematografica con un cast di attori completamente differente. Infine nel 2007 è uscito un film Special appositamente per la televisione e che rappresenta un sequel delle vicende narrate nel dorama. La protagonista viene qui chiamata Aya Ikeuchi.

## Edizioni
- Kito Aya, Un litro di lacrime, traduzione di Caterina Zolea, Rizzoli, 1º ottobre 2019, ISBN 978-8817143424.